# Кубок Лаосу з футболу 2019
Кубок Лаосу з футболу 2019 — (також відомий як Коммандо Кубок Федерації футболу Лаосу) 11-й розіграш кубкового футбольного турніру у Лаосі. Титул володаря кубка вперше здобув Лао Тойота.

## Календар
| Раунд        | Дата              | Матчі | Клуби  |
| ------------ | ----------------- | ----- | ------ |
| Перший раунд | 13-14 липня 2019  | 6     | 14 → 8 |
| 1/4 фіналу   | 10-21 серпня 2019 | 4     | 8 → 4  |
| 1/2 фіналу   | 24 серпня 2019    | 2     | 4 → 2  |
| Фінал        | 28 вересня 2019   | 1     | 2 → 1  |

## Перший раунд
| Команда 1                          | Рахунок      | Команда 2    |
| ---------------------------------- | ------------ | ------------ |
| 13 липня 2019                      |              |              |
| Квест Юнайтед (2)                  | 1:1 пен. 5:4 | В'єнтьян     |
| Лао Тойота                         | 9:0          | В'єнгчан (2) |
| Поліція Лаосу                      | 2:1          | Мастер 7     |
| 14 липня 2019                      |              |              |
| Національний університет Лаосу (2) | 0:1          | Ево Юнайтед  |
| Армія Лаосу                        | 0:3          | Янг Елефантс |
| В'єнтьян Капітал (2)               | 0:0 пен. 4:2 | Беарс (2)    |

## 1/4 фіналу
| Команда 1      | Рахунок | Команда 2            |
| -------------- | ------- | -------------------- |
| 10 серпня 2019 |         |                      |
| Трініті (2)    | 2:8     | Ево Юнайтед          |
| 11 серпня 2019 |         |                      |
| Поліція Лаосу  | 7:0     | Квест Юнайтед (2)    |
| Янг Елефантс   | 2:0     | В'єнтьян Капітал (2) |
| 21 серпня 2019 |         |                      |
| КПС (2)        | 0:15    | Лао Тойота           |

## 1/2 фіналу
| Команда 1      | Рахунок | Команда 2     |
| -------------- | ------- | ------------- |
| 24 серпня 2019 |         |               |
| Янг Елефантс   | 0:1     | Ево Юнайтед   |
| Лао Тойота     | 2:0     | Поліція Лаосу |

## Фінал
| 28 вересня 2019 |

| Лао Тойота | 8:0      | Ево Юнайтед |
| --- | -------- | ----------- |
| Тріппхачан Інтхавонь 11', 32', 59' Казуо Хомма 41' Сомсават Собхабміксай 46', 56' Манолом Пхетпхакді 71' Рафінья 90' | Протокол |             |

| Новий Лаоський національний стадіон, В'єнтьян |